# 리플랸드현

리보니아현의 국장

리보니아현의 지도

리플랸드현(러시아어: Лифляндская губерния, 독일어: Gouvernement Livland, 에스토니아어: Liivimaa kubermang, 라트비아어: Vidzemes guberņa)은 1721년부터 1918년까지 존재했던 러시아 제국의 현으로 현도는 리가이며 면적은 47,030.87km2, 인구는 1,299,365명(1897년 당시 기준)이다. 현재의 에스토니아와 라트비아에 걸쳐 있었다.

## 같이 보기
- 쿠를란트현